# 田中千代松

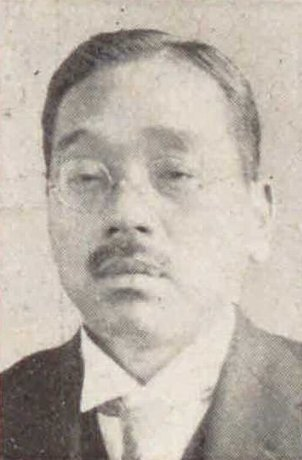
田中千代松

田中 千代松（たなか ちよまつ、1881年（明治14年）2月2日 - 1929年（昭和4年）12月2日）は、衆議院議員（立憲民政党）、弁護士。

## 経歴
埼玉県北足立郡北谷村（安行村大字北谷、川口市、草加町を経て現草加市）で田中平十郎の六男として生まれる。1911年（明治44年）、東京帝国大学法科大学独法科を卒業し、司法官試補となった。1913年（大正2年）、判事となって、青森地方裁判所と大阪地方裁判所で勤務した。しかし兄の衆議院議員田中左司馬の死により退官し、郷里で弁護士事務所を開業するかたわら、兄の政治活動を引き継いだ。
埼玉県会議員を経て、1928年（昭和3年）の第16回衆議院議員総選挙に出馬し、当選した。
その他、埼玉製織会社の取締役を務めた。